# Blechnum pazense
Blechnum pazense är en kambräkenväxtart som beskrevs av M. Kessler och A. R. Sm. Blechnum pazense ingår i släktet Blechnum och familjen Blechnaceae. Inga underarter finns listade.